# Биргерова болест
Биргерова болест, (енгл. Morbus Büerger, лат. thromboangiitis obliterans, енгл. Morbus Winiwarter-Buerger), је неатеросклеротична васкуларна болест, која се карактерише минималном појавом атерома, сегментним васкуларним упалама, вазооклузивним променама, малих и средњих артерија и вена у горњим и доњим удовима.
Болест погађа 6 од 10.000 људи и повезана је са пушењем или жвакањем дувана, а њена тежина и напредовање у уској је вези за наставком злоупотребе дувана. Болест се ретко јавља код деце, али зато може бити повезана са историјом болести у Рејноовом феномену и код аутоимуних болести.
Типична знаци болести су; учестали болови, понављајући исхемични чиреви (улцерације) и гангрена, почев од прстију на рукама и ногама па навише до припоја удова на труп. Како се болест развија, често се код ових болесника изврши и до неколико хируршких ампутација.

## Историја
Први извештај о облитерирајућем тромбоангииту (лат. thromboangiitis obliterans), поднео је у Немачкој Феликс фон Винивартер 1879. у чланку под називом „Чудна форма ендартеритиса и ендофлебитиса са гангреном на ногама."
Мало више од четврт века касније, у Бруклину, Лео Биргер, је објавио детаљан приказ болести са описом клиничке слике, у коме је навео да је тромбоангиитис облитеранс "спонтана пресенила гангрена." У свом раду Биргер је приказао патолошки налаз код 11 ампутираних удова, Јевреја, оболелих од ове болести. Касније је болест по овој двојици лекара названа "Винивартер-Биргеров синдром", мада је чешће у употреби назив Биргерова болест или тромбоангиитис облитеранс.

## Епидемиологија
Преваленца
- Број оболелих од Биргерове болести опада током последњих пола деценије, једним делом зато што се смањила преваленца пушења, а другим делом и због строжих и квалитетнијих дијагностичких критеријума.[5]
- Болест је заступљена у целом свету, али је њена учесталост значајно већа на Блиском и Далеком истоку.[6][7]
- У 1947, преваленца ове болести у САД је била 104 случаја на 100.000 становника, а у недавно објављеним анализама, она се процењује на 12,6-20 случаја на 100.000 становника.
- Биргерове болести у општој популацији у Јапану процењује се на 5 случаја на 100.000 становника у 1985.[8]
- Болест међу свим болесницима са Биргеровом болести, по учесталости, варира од нижих вредности (0,5 до 5,6%), у западној Европи, 33,6% у Узбекистану (Каримов), до високих вредности (45 до 63%) у Индији, (16 до 66%) у Кореји и Јапану, и (80%) међу Ашкенази Јевреја, староседелаца који живе у Израелу. Велики распон у преваленци болести вероватно је једним делом узрокован и разликом у дијагностичким критеријумима.[9],[8]

Смртност
- Код Биргерове болест смртност је ретка, али код болесника који настављају да пуше, у 43% случаја је потребна једна или више ампутација у просеку сваких 7,6 година. У CDC публикацији за 2004, „Извештај за 2002. о смртност у Сједињеним Државама према узроку смрти, месецима, раси и полу“ (а на основу MKB-10, Десета Ревизија, 1992.), - приказано је укупно 9 смртних случајева везаних за Биргерову болест.
- Однос између умрлих мушкараца и жена је 2:1, а између беле и црне расе 8:1.

Раса, пол, старост
- Учесталост Биргерове болести је релативно мања у људи северно Европских земаља. Становници Индије, Кореје и Јапана, а и један део Ашкенази Јевреја, староседелаца који живе у Израелу, имају највећи број оболелих.[10]
- Биргерова болест најчешће напада мушкарце (мушко-женски однос је 3:1). У задње време, она постаје све чешћа међу женама, што се објашњава повећаном злоупотребом пушења међу особама овог пола. Осим пушења наводе се и атеросклеротични фактори ризика (међу којима доминира поремећаја метаболизма глукозе).[11]
- Већина болесника са Биргеровом болешћу је старости између 20 и 45 година.

## Етиологија
Права етиологија тромбоангиитиса облитеранс до сада није утврђена. Као што је уобичајено у таквим случајевима, постоји много хипотеза о њеном пореклу:
- Инфективнотоксична (укључујући и гљивичне инфекције). Међутим сви покушаји изолације микроорганизама из оболелих артерија био је безуспешан. Да болест највероватније није изазвана заразом указује чињеница да упала артерија има асептични карактер.
- Алергијска (изазвана хиперергицијском реакцијом на дуванске прерађевине), једна је од најчешће коришћених од већине истраживача који у својим радовима наводе аутоимуну природу тромбоангиитис облитеранс, јер су код већине пацијената утврдили промене у имунском систему (карактеристичан изглед антитела, повећана концентрација имуноглобулина у крви, смањен ниво Т лимфоцита).
- Коагулопатијска (изазвана поремећајима у коагулацији крви),
- Атеросклеротична (малолетничка атеросклероза).
- Генетичка. Већа учесталост алелогена; ХЛА-А9, ХЛА-А5, ХЛА-Б5, код неких пацијената са тромбоангиитисом облитеранс указује и на могућу генетичку компоненту болести[12].

### Улога дувана у етиологији
Иако је етиологија Биргерове болести још непозната, злоупотреба дувана је од посебне важности за иницијацију и напредовање болести, па се и поред широког спектра етиопатогенетских фактора, сама болест често дефинише као «енгл. disease of young tabacco smokers» „ болест младих пушача дувана - болест младих пушача“.
Mohammadzadeh у истраживању објављеном 2001. наводи да је од 100 болесника са Биргеровом болешћу - њих 66% пушило од 6 до 20 цигарета а њих 31,6% више од 20 цигарета дневно.
Механизам настанка Биргерове болести остаје нејасан, но већи број истраживања наводи улогу имунолошких поремећаја у развоју болести, у којима су неке од компоненти дувана иницијални чинилац који доводи до вазодисфункције и запаљењске тромбозе. У најштетније компоненте дуванског дима спадају; угљен-моноксид, котинин и гликопротеински антигени, који су главни окидачи покретања аутоимунских процеса, који покрећу органске алергијске механизма, као што је пораст нивоа IgE у серуму дугогодишњих пушача. Никотин и карбоксихемоглобин изазивају деструктивне промене у ендотелним ћелијама, хиперфибриногенемију, снижавајући ниво липопротеина високе и повећавају садржај липопротеина ниске густине.
Зато пацијенти са овом болешћу показују преосетљивости на поткожно убризгавање екстракта дувана, имају повећану осетљивост на ћелијске типове колагена тип 1 и 3 и имају повишен серумски титар антитела на антиендотелне ћелије.
Схватање да су промене повезане са дуваном, доказана је чињеницом да је болест чешћа у земљама са тешком злоупотребом дувана, па је можда за то најбољи пример њена честа појава међу пушачима у Бангладешу, који пуше одређену врсту цигарета, израђену од домаћег сировог дувана, под називом „bidi“ („двосмерна“). Иако је велика већина болесника са Биргеровом болешћу склона пушењу, описано је и неколико случајева код особа које су употребљавале дуван за жвакање.

## Патогенеза и патохистологија
Патогенеза болести може се сажети на следећи начин:
- Под утицајем егзогених фактора (пушење, инфекције, исхрана, итд) долази до акумулације антитела у зиду крвног суда и формирање имунског комплекса (антиген-антитело комплемента).
- Активирање система комплемента изазива оштећење и структурне промена у зиду крвног суда, које привлаче инфламаторне ћелије које се нагомилавају у погођеној области.
- Развија се тзв продуктивна фаза болести коју карактерише запаљење свих слојева артерије.
- Настаје пролиферација интиме и тромбоза лумена артерије
- Продуктивну фазу замењује фаза склеротичних промена.
- Развија се прво делимични а затим и потпуни прекид протока крви кроз захваћени сегмент.
- Дистално од зачепљеног сегмента крвног суда настаје исхемија и изумирање ткива (гангрена уда).

Патохистолошки налаз оболелог крвног суда карактерише:
- Сегментна инфламаторна (запаљењска) лезија зида, на потпуно здравим деловима крвних судова.
- Фибриноидни оток интиме крвног суда и инфилтрација лимфоцитима и плазма ћелијама у акутној (продуктивној) фази запаљења.
- Пролиферација интиме и тромбоза лумена артерије, која се придружује запаљењским променама и доводи до субоклузије лумена артерије. У лумену се често уочавају тромби у различитом степену зрелости.
- Код појединих болесника у зиду крвног суда могу се наћи и џиновске (гигантске) ћелије типа Лангхансових.
- У ремисији болести инфламирани сегмент крвног суда замењује везивно ткиво и организација тромба са потпуним прекидом протока крви кроз захваћени сегмент.

Уништени сегмент артерије доводи до поремећаја циркулације дистално од оболелог дела и прати је хронични исхемијски синдром, са израженом хипоксијом у ткивима.

## Дијагностика и клиничка слика
При постављању дијагнозе Биргерове болести користе се следећи критеријуми;
- Промене су на локализоване на дисталним деловима тела (ногама, рукама, ножним и ручним прстима)
- Појава болести пре 45 године старости
- Злоупотреба дувана, у анамнези.
- Одсуство атеросклерозе и/или проксималних извора емболије
- Одсуство хиперкоагулабилности крви
- Непостојање специфичних артеритиса (нпр. прогресивне системске склерозе, артеритиса итд.)
- Класичан артериографски налаз за ову болест који карактерише, појава сегментних промена на артеријама прстију руке и ноге.
- Присуство „вадичеп колатерала“
- Без артериосклеротичних промена на крвним судовима,
- Класичан хистопатолошки налаз за ову болест
- Запаљењски ћелијски инфилтрат унутар тромба
- Очувана lamina elastica interna у зиду крвног суда

### Клинички налаз

#### Анамнеза
Будући да је дијагнозу Биргерове болести тешко потврдити, постоји низ различитих дијагностичких критеријума, који морају бити присутни у анамнези болесника;
- Доб млађа од 45 година,
- Употреба дувана у садашњој (или новијој) анамнези,
- Појава недовољног прилива крви у дисталниим деловима удова (која се манифестује клаудикационим болом који присиљава на честа одмарања, исхемичне чиреве, или гангрена) документована неинвазивним васкуларним тестовима.
- Одсуство аутоимуних болести, појачаног згрушавања крви, шећерне болести, (све то потврђено лабораторијским анализама)
- Одсуство проксималног жаришта емболија, (доказано ехокардиографијом и артериографијом).
- Поуздан артериографски налаза који је без сложених клиничких промена у удовима
- Већина болесника (70-80%) са Биргеровом болешћу на дисталним деловима има јак исхемични бол и/или исхемичне чиреве на ножним прстима, ногама или рукама.
- Напредовање ове болести може довести до развоја болести на више проксималних артерија, али се ретко јавља на великим артеријама.
- Код болесника је такође присутна клудикација у ногама и рукама, а често се описују Рејноов феномен осетљивости на хладноћу у рукама и прстима.
- Отежан ход или клаудикације могу бити погрешно сврстане у ортопедске проблеме.
- Пацијенти који се касно јаве лекару у току њихове болести јављају се са инфекцијом стопала, а повремено, са сепсом.
- Иако класична Биргерова болест погађа углавном крвне судове у удовима, описано је и неколико случајева аорталног, можданог, срчаног, илијачног, мезентеријалног, плућног и бубрежног облитерирајућег тромбоангиитиса.

#### Редиолошка дијагностика
Ангиографија
- Код болесника са Биргеровом болешћу постоје болан чир и / или гангрена прстију.
- Руке и ноге болесника обично су изражено или блаже натечене.
- Површински тромбофлебитис (праћен честим миграцијама) јавља се код око половине пацијената са Биргеровом болешћу.
- Парестезије (утрнулост, осећај топлоте, смањена осетљивост) у ногама и рукама и измењен дистални пулс уз нормалан пулс у проксималном делу уда обично се налази код болесника са овом болешћу.
- Код више од 80% пацијената промене су на 3-4 екстремитета.

#### Лабораторијске анализе
Не постоје специфични лабораторијски тестови који могу потврдити или искључити дијагнозу Биргерове болести. Примарни циљ лабораторијске обраде је искључити друге болести које су наведене у диференцијалној дијагнози. Тестови се често користе као маркери за дијагнозу системских васкулитиса.
- Одређивање броја и процента различитих лимфоцита.
- Одређивање брзине згрушавање крви (коагулација и тромбоеластограм).
- Тестови бубрежних функција.
- Анализа мокраће.
- Анализа шећера у крви.
- Брзина седиментације еритроцита.
- Ц-реактивни протеин.
- Реуматоидни фактор.
- Имунолошки тестови.
- Мерење концентрације кисеоника у ткивима (транскутана оксиметрија).

#### Радиолошка дијагностика
Ангиограм показује промене у складу са Биргеровом болешћу, често знатно раније него што се промене на екстремитетима клиничким прегледом могу уочити. Зато је ангиографија сва четири екстремитета обавезна.
Компјутеризована томографска ангиографија)
Ангиографски налаз у болесника са Биргеровом болести је без атеросклеротичких оклузивних лезија на малим и средњим артеријама (нпр, дигиталне, дланене, табанске, тибиалне, перонеалне, радијалне и лакатне артерије) са формирањем компензационих колатерала око подручја оклузије (феномен познат као „вадичеп колатерале“ ). Такав налаз ангиографије карактеристичан је за Биргерову болест, али није патогномичан јер сличне промена се могу јавити и у болесника са склеродермијом, краш синдромом, код системског еритематозног лупуса, реуматоидног васкулитиса, микседема-везивног ткива, па чак и код шећерне болести.
Ехокардиографија
Ултразвучни преглед срца се обавезно ради код Биргерове болести како би се искључио проксимални извор емболуса као могући узрок дисталних оклузија крвних судова.
Доплер крвних судова
Доплер се користи у диференцијалној дијагностици, како би се искључили други узроци запаљењских болести крвних судова (ређе), углавном у случајевима када дијагноза није јасна, а биопсија крвних судова није обављена.

#### Патолошка хистологија
Биопсија је ретко потребна, (јер претходне дијагностичке процедуре дају поуздану дијагнозу), осим ако се болест испољава са необичним карактеристикама, попут промена у великим артеријама или код болесника старијих од 45 година.
У акутној фази, хистолошки налаз Биргерове болести, карактерише висока проточност зачепљењених делова крвног суда, појава упаљених тромба, са минималном упалом зида захваћених крвних судова. Секундарно ширење из погођених малих и средњих артерија у вене у околне живце честа је појава. Иако су клинички критеријуми Биргерове болести релативно добро дефинисани, не постоји консензус око пато-хистолошких налаза. Посебно се тешко разликују морфолошке промене код Биргерове болести од промена код облитерирајућег облика атеросклерозе. Хистопатолошки налази такође знају да варирају зависно од дужине трајања болести.
У субакутној фази, тромб се прогресивно формира у лумену крвног суда, али и даље постоји могућност реканализације.
У завршној фази, болести хистолошки налаз карактерише појава зрелих васкуларних тромба и фиброзних промена. Појава фиброзних промена говори о томе да је болест у завршној фази.
У свим фазама болести, очувана је нормална структура зида крвног суда, укључујући и (лат. laminu elasticu internu) што и разликује Биргерову болест од атеросклерозе и других врста системских васкулита, у којима је присутно оштећење (лат. lamine elastice interne et medie) у зиду крвног суда.

## Диференцијална дијагноза
Највећи проблем у диференцијалној дијагнози представља атеросклероза. Али за разлику од атеросклерозе Биргерову болест карактерише висока проточност зачепљењених делова крвног суда, појава упаљених тромба, са минималном упалом зида захваћених крвних судова.
Од осталих болести у диференцијалној дијагнози треба обратити пажњу на; склеродермију, краш синдром, понављајућу трауму, емболију, повећано згрушавање крви и васкулитис.

## Лечење

### Конзервативно лечење
- Апсолутни престанак употребе дувана је једини доказани услов у спречавању даљег напредовања Биргерове болести. Пушење, на пример 1 или 2 цигарете дневно, или коришћење дуван за жвакање, или чак и коришћење замена за никотин одржавају болест стално активном.[24]
- У лечењу и превенцији Биргерове болести примењују се и следеће мере;
- Ношење квалитетне заштитне обуће за спречавање траума стопала, и њихове заштите од утицаја топлоте или хемијских повреда
- Рано и агресивно лечење повреда удова и чирева уз заштиту против инфекције
- Избегавање боравка у хладној средини
- Избегавање лекова који доводе до вазоконстрикције

### Медикаментозно лечење
- Лечење интравенском применом Илопроста (аналога простагландина), показало се донекле ефикасно у побољшању симптома, убрзавајући резолуцију дисталних крајева трофичке промене, и смањењем стопе ампутација код пацијената са Биргеровом болести. Највећа корист од интравенске примена Илопроста је вероватно та да он успорава прогресивни губитак ткива и смањује потребу за ампутацијама у болесника са критичним и недовољним приливом крви у уд, у периоду када су престали да пуше цигарете.
- Употреба тромболитичне терапије у лечењу Биргерове болести је предложена, али за ову врсту терапије не постоје или су недовољно уверљиви подаци о њеној успешности. Зато је примена ове терапије још у експерименталним условима.
- Недавно су Иснер и његове колеге известиле о успешном лечењу исхемичних чирева и смањењу болова, на малом узорку болесника са Биргеровом болести, помоћу интрамускуларне примене васкуларног гена раста ендотела.[25]

### Хируршко лечење
Реваскуларизација
С обзиром на природу болести коју карактерише дифузна појава сегмената облитерирајућег тромбоангиитиса и чињеница да болест погађа углавном мале и средње велике артерије, хируршка реваскуларизација код Биргерове болести је углавном неизводљива или изузетно ретка.
Међутим, задњих година, чине се напори да се побољша дистални артеријски проток крви у болесника са Биргеровом болешћу уградњом обилазница (графтова) од сопствених вена код болесника са тешким атеросклеротичним сужењима, ако на дисталном делу уда постоје крвни судови који могу да прихвате графт (обилазницу).
Такође захваљујући примени све савременијих и усавршенијих микрохируршких технике, (уз примену савременог оперативног микроскопа са двадесет пута већим увећањем), према све бројнијим наводима из литературе, постоји могућност спашавања уда у 9 од 10 „безнадежних“ пацијената са почетном гангреном (некроза прстију, артеријски трофички улкуси) применом „мултиспратне“ микрохируршке реконструктивне операције крвних судова ногу и стопала.
Симпатектомија
Хируршка симпатектомија може ублажити бол и смањити исхемију у оболелом уду, и побољшати лечење исхемијом изазваног чира у око 70% болесника са скочно зглобним и брахијалним индексом притиска ≥ 0,35 у болесника са Биргеровом болешћу без шећерне болести.
Међу палијативним интервенцијама које доприносе побољшању ткивног проток крви и обезбеђују формирање колатералног крвотока у доњим удовима, водеће место припада лумбалној симпатектомији. Позитивни ефекти регионалне хемодинамике, оксигенације и ацидо-базне равнотеже у ткивима пацијента, манифестују своју ефикасност у уду са критичном исхемијом у 30-87% случајева.
В. М. Биков и сарадници у својој студији наводе да је лумбална симпатектомија ефикасна у 88% болесника са лезијом поплитеално-тибијалног сегмента и 35,4% у болесника са лезијом феморално-поплитеалног сегмента.
Уградња имплантата (стимулатора) кичмене мождине
Имплантабилни стимулатори кичмене мождине се успешно користе код пацијената са атеросклеротичном и вазоспастичном периферном артеријском болешћу скоро 20 година, али је према подацима из литературе њихове употреба у болесника са Бергеровом болешћу ограничена. То је скуп и деликатна метода која треба да буде резервисана само за пацијенте који нису успешно реаговали на престанак пушења и лекове и који имају тешке, али стабилне симптоме, а нису кандидати за реконструктивну бајпас хирургију.
Ампутација уда
Ампутација је метод се примењује код болесника који су наставили да пуше (због сталне прогресије болести), код дисталних незарастајућих чирева на уду, гангрена, или изузетно јаких (исхемијом изазваних) болова у оболелом уду. Ампутација, се избегава увек када је то могуће. Али ако је ипак потребно да се она обави то се чини уз настојање да се сачува што већи део оболелог уда и зглоб колена. То омогућава пацијенту да се врати у нормалан живот након израде протезе.

### Физичка активност
Перманентно примењивати вежбе за кардиоваскуларни систем. Активност треба да буде ограничен само за време појаве симптома болести.

### Хипербарична оксигенација
Примена хипербаричне оксигенотерапије (ХБОТ) огледа се у успоравању тока болести и олакшању тегобе болесницима оболелим од Биргерове болести пре свега поправљањем циркулације и зарастањем улцерација (чирева) на удовима изазваних исхемијом. Учинци ХБОТ се првенствено заснивају на пролиферацији ћелија колатералних крвних судова дистално од сегментних стеноза, ангиогенези и зарастању исхемијом створених улцерација.
Да би ХБОТ остварили своје циљеве третман болесника у барокоморама спроводи се једном дневно у трајању до 30 једнодневних сеанси (у просеку 10-15), на притиску од 1,5 до 2,0 бар-а, у атмосфери 100% кисеоника, у трајању третмана од 50 до 60 минута.
У основи настанка теегоба код Биргерове болести и свих пратећих улцерација на екстермитетима лежи хипоксија, или недостатак кисеоника различитог степена, изазвана сегментном стенозом крвних судова, што суштински објашњава зашто хипербаричне оксигенотерапије може да буде ефикасна метода за лечење компликација ове болести. Ангиогенеза (стварање нових крвних судова) јавља се као одговор на високу концентрацију кисеоника у крви.
Многобројни учинци ХБОТ у облитерирајућем тромбоангиитису и зарастању чирева огледају се у;
- Пролиферацији и синтези колагена (која је зависна од кисеоника),[50]
- Ангиогенези која произилази из матрице-основе створене од стране колагена,[51],
- Кисеоник појачава активност фактора раста који су битни за зарастање улцерација
- Антимикробна активност кисеоника, кроз повећану интраћелијску активност леукоцита.[52]

## Прогноза и компликације
Прогноза
- Симптоми Биргерове болести могу нестати ако болесник престане да користи дуван.
- За неке болеснике нажалост ампутација је неизбежна.

Компликације
- Гангрена (изумирање ткива)
- Ампутација, (прстију, једног дела или целог уда)
- Губитак циркулације, кроз крвне судове ван оболелог уда (ретко).
- Фантомски уд; честа је чулна обмана код Биргерове болести после ампутације уда. Иако је нога ампутирана изнад колена, особа осећа нпр. свраб у објективно непостојећој пети. Код ових особа толико је жив осећај реалности, у којој ампутирани екстремитет постоји, као пре операције, да им то смета у реалном животу. Често се дешава да након спавања несвесно крећу са устајањем на непостојећу ногу.[53]